# پروژه دیتون
پروژه دیتون(به انگلیسی: Dayton Project) یک پروژه تحقیق و توسعه برای تولید پولونیوم در طول جنگ جهانی دوم بود. این پروژه به عنوان بخشی از پروژه بزرگ منهتن برای ساخت اولین بمب اتمی بود. کار در چندین سایت در اطراف دیتون ، اوهایو انجام شد . 